# Усть-Уйское
Усть-Уйское — село в Целинном районе Курганской области, центр Усть-Уйского сельсовета.
Расположено в устье реки Уй при его впадении в Тобол, на границе с Казахстаном. Население села 968 человек (2011).

## История
Одно из старейших селений Курганской области. Первое упоминание о строительстве датируется XVII веком: монахи Далматова монастыря строят в устье реки Уй в 1686 году Усть-Уйское поселье, предшествовавшее до построения здесь крепости. Впоследствии, по Зауралью прошли Нижне-Уйская и Исетская пограничные линии, входившие в состав Оренбургской линии, растянувшиеся от Волги до Тобола. В состав Нижне-Уйской линии входили 4 крепости, построенные по левому притоку реки Тобол, реке Уй: Троицкая, Каракульская, Крутоярская, Усть-Уйская и Звериноголовская. 
На месте поселья Далматова монастыря строится крепость в 1743 году.
Вниз по Тоболу основали Кочердыкский и Озерный редуты. В комплексе они составляли Усть-Уйскую дистанцию укрепления. 
По высочайшему повелению Петра1 от 27.07.1744 г. все проживающие во вновь выстроенных крепостях Оренбургской линии зачисляются в казаки.
"В 1753 году в крепости располагалась две роты драгун и гренадерская рота 4-го эскадрона Оренбургского драгунского полка, общей численностью около 180 человек. Кроме них в крепости проживали 358 мужчин и 406 женщин, а кроме того еще 230 детей обоего пола. 13 мая 1764 года полк получил название полевой Оренбургский драгунский полк, а в конце 1768 года все подразделения полка были сосредоточены в Троицкой крепости и с 21 декабря того же года были направлены в Астрахань, а в октябре 1769 г. обращены на комплектование Московского Легиона.
В период с 1768 года по август 1771 года в крепостях вместо Оренбургского драгунского полка службу несли подразделения Алексеевского пехотного, Шешминского, Сергиевского, и Билярского (бывших ландмилицких) драгунских полков.
В июне-июле 1771 года в Усть-Уйской крепости побывал Н. П. Рычков и описал её в своем труде «Дневные записки путешествия капитана Н. Рычкова в киргиз-кайсацкие степи в1771 г.» так: «В ней одна деревянная церковь, до 400 обывательских домов и несколько казенных зданий, построенных для военных людей и начальников. Гарнизон состоит в одной роте драгун, в некотором числе солдат, и сверх сего для содержания летних форпостов и объездов присылаются от 200 до 300 человек казаков, башкиров и служилых татар».
В августе 1771 года Билярский, Шешминский, Сергиевский драгунские полки были расформированы, а их личный состав обращен на формирование 5 гарнизонных батальонов, которым определили штаб-квартиры в Озерной, Кизильской, Верхояицкой, Троицкой, Звериноголовской крепости и 3 легких полевых команд (когорт), которые разместили в Оренбурге, Орске и Троицке.
31 августа 1771 года был сформирован Звериноголовский пограничный батальон. Звериноголовский батальон нес службу в крепостях Звериноголовской, Крутоярской и Усть-Уйской.
За время своего существования (чуть больше 65 лет) неоднократно менял своё наименование, организацию и подчинение:
- С 9 января 1797 года назывался гарнизонным генерал-майора Ангелара полком.
- 5 июля 1798 года становится Звериноголовским гарнизонным батальоном, шефом которого становится полковник (с 22.08.1799 генерал-майор) Гогель 1-й Генрих Григорьевич.
- 4 марта 1800 года из Саратовского, Звериноголовского и Кизильского батальонов был сформирован гарнизонный полк «М», шефом которого назначен генерал — майор Гогель 1-й.
- 30 ноября 1800 года шефом полка становится генерал-майор Корф Николай Федорович.
- 3 июля 1801 года батальон был выделен из полка Корфа как Звериноголовский гарнизонный батальон.
- 4 апреля 1829 года батальон был переименован в Оренбургский линейный № 12 батальон.
- 8 мая 1837 года батальон назван Оренбургским линейным № 4 батальоном и передислоцирован в Орскую крепость[3].

До Великой Октябрьской Социалистической революции Усть-Уйское — экономический центр всех прилегающих русских (Луговской), украинских (Белояровский), татарских (Троебратное) и казахских (Кенаральская волость) селений, административно входило в состав Челябинского уезда. Через него проходили пути до Западно-Сибирской железной дороги. Крупнейшим предпринимателем Усть-Уйского района в начале XX века был купец 1-й гильдии Мартын Кузьмич Краснопеев. Владел паровыми мельницами в станице Усть-Уйское и городе Щучье. Мука-крупчатка высшего сорта отправлялась в Санкт-Петербург, Ростов и за границу.
Постановлениями ВЦИК от 3 и 12 ноября 1923 года в составе Челябинского округа Уральской области был образован Усть-Уйский район с центром в с. Усть-Уйское.
В 1920 году в Усть-Уйском районе появляются первые коллективные хозяйства. По данным на 1926 год посëлок Усть-Уйский состоял из 1025 хозяйств. В 1931 году насчитывалось уже 71 хозяйство, наиболее крупной из которых являлась коммуна «Большевик». Это был колхоз — гигант, расположенный на территории в 60000 га, включающий в себя 1200 дворов.
В годы Великой Отечественной войны 7 тысяч женщин Усть-Уйского района заменили ушедших на фронт мужчин: водили тракторы, вставали за штурвал комбайнов, руководили хозяйствами. За годы Великой Отечественной войны в фонд обороны страны трудящимися Усть-Уйского района было собрано 3 млн рублей, отправлено более 20 тысяч посылок.
Более 5,5 тысяч человек ушли на фронт из Усть-Уйского района, 3318 бойцов из них не вернулись. Более 1,5 тысяч фронтовиков награждены орденами и медалями, в том числе орденом Красного Знамени — 3 человека, орденом Красной звезды — 113 чел, орденом Славы — 39 человек, медалью «За боевые заслуги» — 150 человек, медалью «За отвагу» — 58 человек. Из ныне живущих 28 фронтовиков участвовали в освобождении Белоруссии, 8 человек брали Берлин.
Указом Президиума Верховного Совета РСФСР от 1 октября 1953 года центр Усть-Уйского района перенесён из с. Усть-Уйское в с. Новокочердык (с 1963 года — Целинное).

## Население
По данным переписи 1926 года в посёлке проживало 4195 человек (1845 мужчин и 2350 женщин), в том числе: русские составляли 95 % населения, татары - 2 %.